# Вацлав Конзал
Вацлав Конзал (на чешки: Václav Konzal) e чешки палеославист и лексикограф.

## Биография
Роден е на 13 декември 1931 г. в Прага, Чехословакия. В периода 1953 – 1958 г. следва русистика и грузинистика във Филологическия факултет на Карловия университет. Негови преподаватели са Й. Курц и В. Барнет. През 1970 г. става сътрудник в Чехословашката академия на науките – първо в Института за език и литература в Прага, а после в Кабинета по чужди езици (понастоящем Славянски институт) и в Института за чешки език. Значителен е приносът му в работата на Отдела за „Речник на старославянския език“ при Кабинета по чужди езици. Той е научен секретар на редакцията на Slovník jazyka staroslověnského и съавтор при изготвянето на речниковите статии. Изследва ранната славянска литургия и свързаната с нея писменост. Интересува се от Кирило-Методиевите традиции в Чехия и появата на първите паметници на чешката литература. Заедно с Е. Блахова и А. И. Рогов е автор на сборника Staroslovĕnské legendy českého původu. Публикува обстойното изследване на т.нар. Молитва към св. Троица и чешките влияния върху литературата на Киевска Русия. През 2005 – 2006 г. са издадени двата тома на научното издание на най-стария славянски превод на „Беседите върху Евангелието на папа Григорий Велики“. Умира на 3 ноември 2020 г.